# Plastic Planet
Albums de G//Z/R
Black Science
(1997)
Plastic Planet est le premier album en solo de Geezer Butler et son groupe G//Z/R. Il sortira le 17 octobre 1995 sur le label TVT Records (USA) et Raw Power/Castle Communication (Europe) et sera produit par Butler et Paul Northfield.
Il fallut attendre 1995 pour voir Geezer Butler enregistrer son premier album solo. Pour cela, il s'entoura de son neveu Pedro Howse à la guitare, de Deen Castronovo (avec qui il vient de collaborer pour l'enregistrement de l'album d'Ozzy, Ozzmosis) à la batterie et de Burton C. Bell (chanteur de Fear Factory) au chant, Geezer assurant la basse mais aussi les claviers.
L'album sera enregistré aux Long View Farm Studios dans le Massachusetts et sera produit par Geezer et Paul Northfield (ingenieur du son sur Ozzmosis et producteur notamment de Rush, Suicidal Tendencies, etc.).
L'album propose une musique très éloignée de celle de Black Sabbath, si elle est toujours dans le registre du heavy metal, elle est plus brutale se tournant vers le metal industriel avec des vocaux parfois proche du death metal.
L'album n'entrera pas dans les charts.
Les deux albums solo suivant de Geezer Butler sortiront sous des noms différents, Geezer pour Black Science (1997) et GZR pour Ohmwork (2005).

## Liste des titres
- Toutes les musiques sont signées par Pedro Howse et Geezer Butler
- Tous les textes sont signés par Geezer Butler

1. Catatonic Eclipse  – 6:10
2. Drive Boy, Shooting  – 4:17
3. Giving Up The Ghost  – 5:12
4. Plastic Planet  – 4:19
5. The Invisible  – 3:43
6. Seance Fiction  – 5:55
7. House of Clouds  – 3:43
8. Detective 27  – 3:09
9. X13  – 4:05
10. Sci-Clone  – 3:43
11. Cycle of Sixty  – 3:02

## Musiciens
- Geezer Butler: basse, claviers
- Pedro Howse: guitares
- Burton C. Bell: chant
- Deen Castronovo: batterie, percussions